# Крушовец
Крушовец (рум. Crușovăț) — село у повіті Караш-Северін в Румунії. Входить до складу комуни Корня.
Село розташоване на відстані 304 км на захід від Бухареста, 47 км на південний схід від Решиці, 120 км на південний схід від Тімішоари, 139 км на північний захід від Крайови.

## Населення
За даними перепису населення 2002 року у селі проживали 557 осіб, з них 555 осіб (99,6%) румунів. Рідною мовою 555 осіб (99,6%) назвали румунську.